# Curtiss JN-4

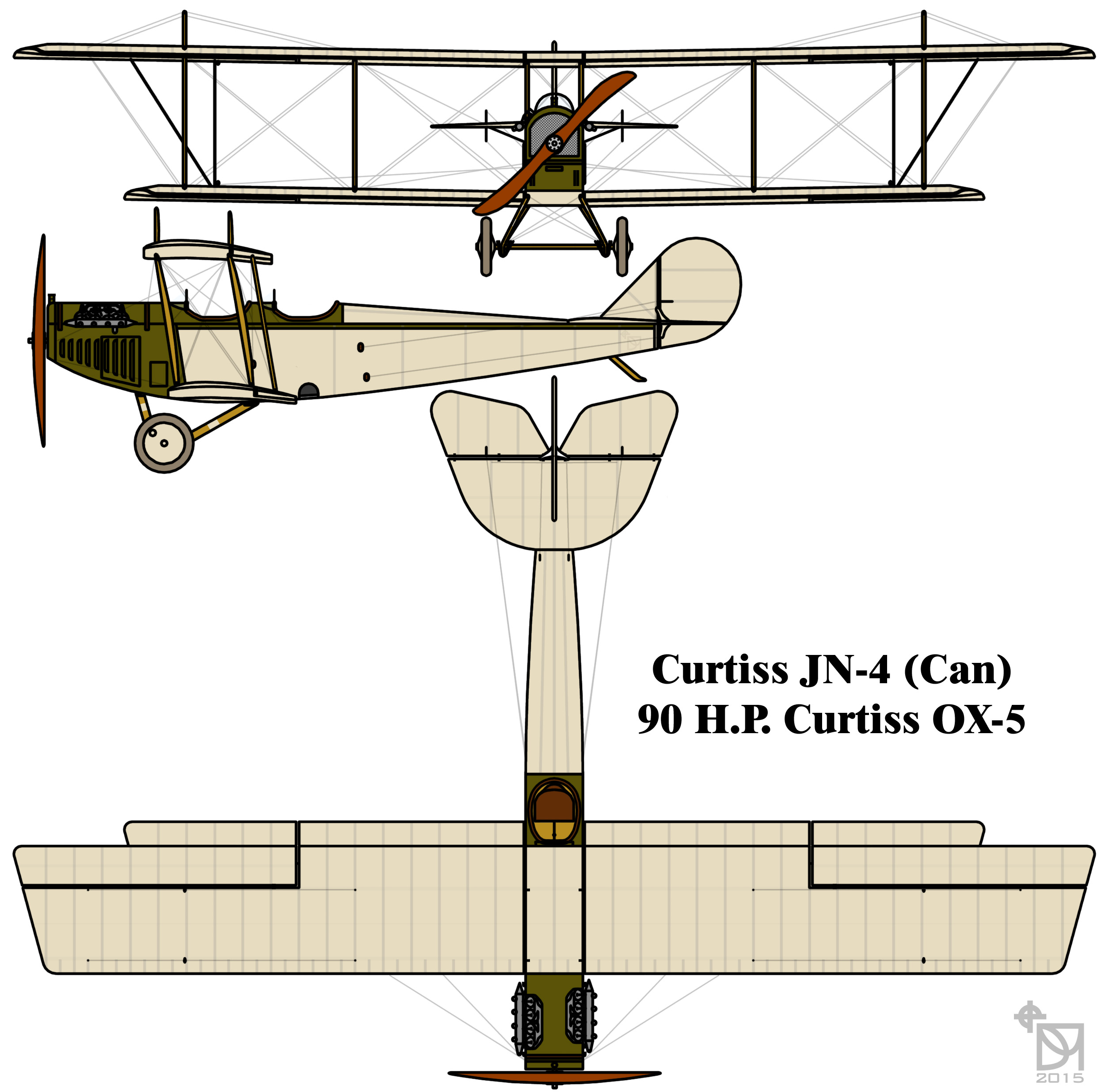
Curtiss JN-4 aanzichten

De Curtiss JN-4 (ook bekend als Curtiss Jenny) was een tweepersoons dubbeldekker trainingsvliegtuig uit de Eerste Wereldoorlog.
Het werd geproduceerd door  G.H. Curtiss Mfg. Co., later Marvel Motorcycle Co., in Hammondsport (New York). Het bedrijf voegde het beste van de types J en N samen en begon in 1915 een nieuw type vliegtuigen te produceren met de codenaam JN "Jenny".
Aan het einde van de Eerste Wereldoorlog waren er in totaal 6.813 vliegtuigen van dit type in verschillende versies. Honderden machines werden verkocht aan de burgerluchtvaart, waar deze tot 1930 actief werden gebruikt. De Curtiss JN-4 werd veel gebruikt voor vliegshows in de Verenigde Staten in de jaren 1920, het zogenaamde barnstorming.

## Trivia
In 1918 gaven de Amerikaanse posterijen een luchtpostzegel uit met een gravure van de Curtiss JN-4. Het vliegtuig werd in eerste instantie per ongeluk op z'n kop afgedrukt. De zeldzame postzegels in kwestie staan bekend als Curtiss Jenny kopstaand.